# Damien Lauretta
Damien Lauretta (18 de março de 1992) é um ator, cantor, dançarino e modelo francês que já participou do X Factor. Seu principal trabalho foi fazer 2 personagens o Clement  que vai se passar por Alex para entrar no Studio On Beat , da série original da Disney Channel, Violetta.[carece de fontes?]

## Vida e Carreira
Damien Lauretta é um jovem ator e cantor francês nascido em 1992. Estudou canto, dança e teatro, antes de optar pela música. Ele participou de importantes programas musicais, como Bataille des chorales, e Grand show des enfants. Porém sua grande aparição na TV foi quando participou do X-Factor em 2011. Ele se juntou ao grupo 2nd Nature antes de ser eliminado na sexta nobre. Em 2014 voltou as telinhas interpretando um dos principais papéis em Dreams: 1 Rêve 2 Vies, série transmitida no NRJ 12 desde 6 de Janeiro. Ainda em 2014, ele conseguiu o papel de Clement/Alex na terceira temporada da série original do Disney Channel América Latina, Violetta.[carece de fontes?]